# Ógerlistye
Ógerlistye, 1911-ig Rudaria (románul: Eftimie Murgu, 1970-ig Rudăria) falu Romániában, a Bánságban, Krassó-Szörény megyében, Eftimie Murgu központja.

## Fekvése
Stájerlakaninától 44 km-re délkeletre, az Almás-hegység lábánál fekszik.

## Nevének eredete
Első említése: Gerlista (1410). Gerlistye és Rudaria (Rwdarya, 1484) eredetileg két külön falu lehetett, de az újkor elején egybeolvadtak. A helységnévrendezés idején a felélesztett név elé a Gerlistyével való névazonosság miatt illesztették az Ó- előtagot. A Gerlistye alapja a román gârlă ('erecske'), míg a Rudariáé a rudar ('faeszközkészítő') köznév. Mai, hivatalos román nevét az itt született Eftimie Murguról kapta.

## Története
1774 és 1871 között az oláh-bánsági határőrezred prigori századához, 1871 és 1880 között Szörény, azután Krassó-Szörény vármegyéhez tartozott.
Határában kőszénbánya működik.

## Lakossága
- 1842-ben 2144 ortodox és 7 római katolikus vallású lakosa volt.[2]
- 1900-ban 2827 lakosából 2801 román és 20 cigány anyanyelvű; 2807 ortodox és 15 római katolikus vallású volt.
- 2002-ben 1822 lakosából 1815 román nemzetiségű; 1538 ortodox és 283 baptista.

## Látnivalók
- A Rudăria-patak szurdokvölgyében (Cheile Rudăriei) huszonkét, fából készült horizontális vízimalom található, többségüket ma is használják. 1874-ben még ötven ilyen malom működött a völgyben.
- A falu központjában Eftimie Murgu emlékműve.

## Híres emberek
- Itt született 1805-ben Eftimie Murgu forradalmár.
- Itt született 1865-ben és itt élt 1908-tól haláláig, 1922-ig Ioan I. Sîrbu történész.

## Hivatkozások

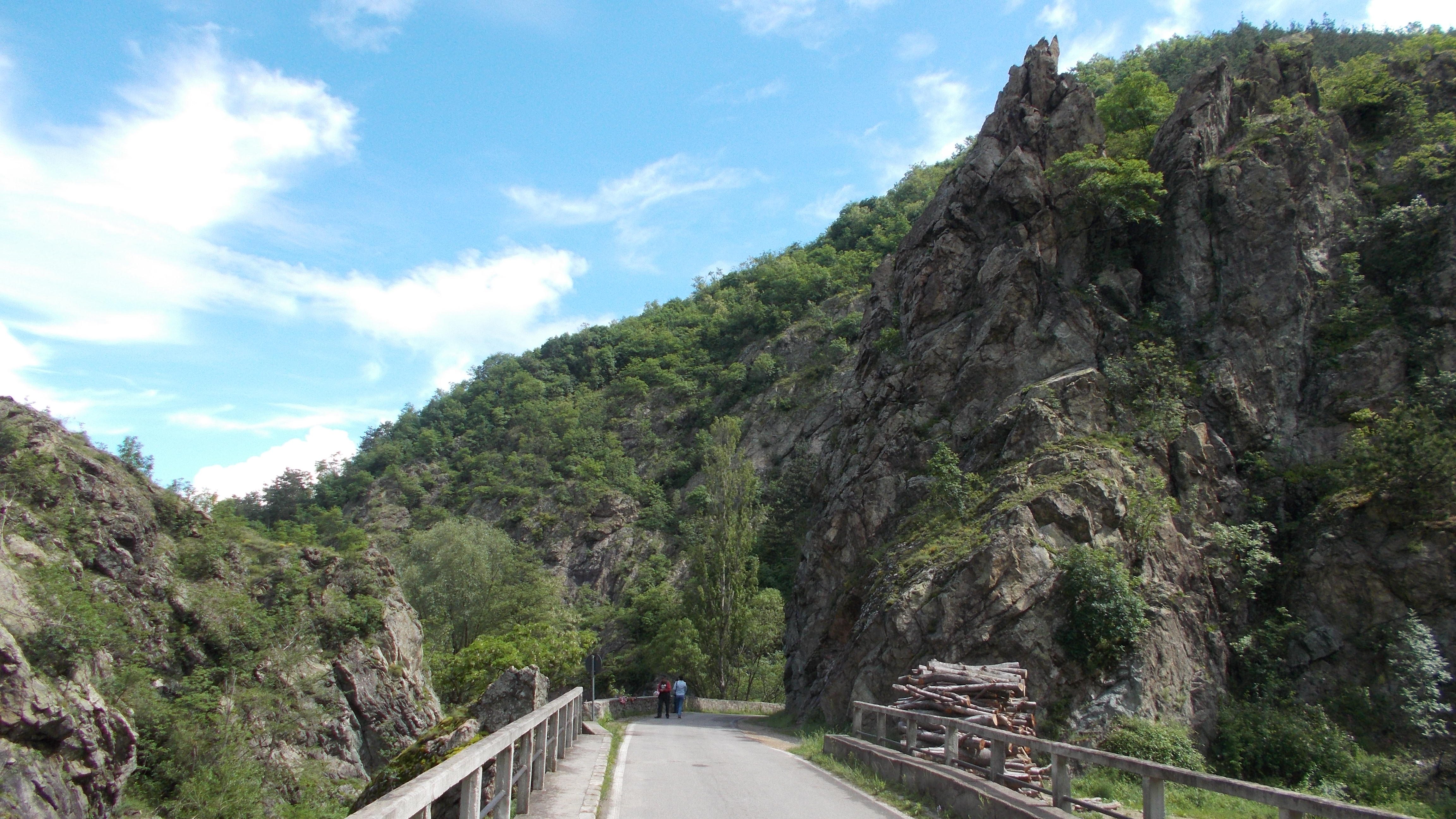

## Külső hivatkozások
- Kirándulás Ógerlistyén, fotókkal (németül)
- A malmok honlapja (angolul)
- Írás a faluról a "www.hetedhethatar.hu" oldalon (magyarul)